# دارگین‌ها
مردم دارگین یا دارگوا (دارگوا: дарганти، روسی: даргинцы) یک گروه قومی قفقازی شمال شرقی هستند که بومی قفقاز شمالی بوده و دومین گروه قومی بزرگ جمهوری داغستان در فدراسیون روسیه را می‌سازند. آن‌ها به زبان دارگوا سخن می‌گویند. این گروه قومی همه گویشوران زبان‌های دارگینی را در بر می‌گیرد که زبان دارگوا گونه معیار آن‌هاست.
بنا بر سرشماری سال ۲۰۰۶ دارگین‌ها با داشتن ۴۲۵٬۵۲۶ نفر جمعیت ۱۶٫۵٪ از جمعیت داغستان را شکل می‌دادند. آن‌ها پس از آوارها دومین گروه قومی بزرگ این جمهوری هستند.